# Reholttumia
Reholttumia, rod papratnjača iz porodice Thelypteridaceae, dio reda osladolike. Postoji 28 vrsta u Maleziji, Pacifiku i Australaziji; jedna vrsta (R. macroptera) endem je sa Tonge
Rod je opisan 2021. revizijom porodice Thelypteridaceae.

## Vrste
1. Reholttumia basicurtata (Holttum) S.E.Fawc. & A.R.Sm.
2. Reholttumia boridensis (Holttum) S.E.Fawc. & A.R.Sm.
3. Reholttumia bryanii (C.Chr.) S.E.Fawc. & A.R.Sm.
4. Reholttumia costata (Brack.) S.E.Fawc. & A.R.Sm.
5. Reholttumia ecallosa (Holttum) S.E.Fawc. & A.R.Sm.
6. Reholttumia glaberrima (A.Rich.) S.E.Fawc. & A.R.Sm.
7. Reholttumia hudsoniana (Brack.) S.E.Fawc. & A.R.Sm.
8. Reholttumia inclusa (Copel.) S.E.Fawc. & A.R.Sm.
9. Reholttumia jermyi (Holttum) S.E.Fawc. & A.R.Sm.
10. Reholttumia kerintjiensis (Holttum) S.E.Fawc. & A.R.Sm.
11. Reholttumia laevis (Mett.) S.E.Fawc. & A.R.Sm.
12. Reholttumia longipes (Blume) S.E.Fawc. & A.R.Sm.
13. Reholttumia loyalii (Holttum) S.E.Fawc. & A.R.Sm.
14. Reholttumia macroptera (Copel.) S.E.Fawc. & A.R.Sm.
15. Reholttumia magnifica (Copel.) S.E.Fawc. & A.R.Sm.
16. Reholttumia michaelis (Holttum) S.E.Fawc. & A.R.Sm.
17. Reholttumia micropaleata (Holttum) S.E.Fawc. & A.R.Sm.
18. Reholttumia nitidula (C.Presl) S.E.Fawc. & A.R.Sm.
19. Reholttumia novae-caledoniae (Holttum) S.E.Fawc. & A.R.Sm.
20. Reholttumia oxyoura (Copel.) S.E.Fawc. & A.R.Sm.
21. Reholttumia papuana (Holttum) S.E.Fawc. & A.R.Sm.
22. Reholttumia pergamacea (Holttum) S.E.Fawc. & A.R.Sm.
23. Reholttumia psilophylla (Holttum) S.E.Fawc. & A.R.Sm.
24. Reholttumia remotipinna (Bonap.) S.E.Fawc. & A.R.Sm.
25. Reholttumia rodigasiana (T.Moore) S.E.Fawc. & A.R.Sm.
26. Reholttumia sogerensis (Gepp) S.E.Fawc. & A.R.Sm.
27. Reholttumia truncata (Poir.) S.E.Fawc. & A.R.Sm.
28. Reholttumia vaupelii (C.Chr.) S.E.Fawc. & A.R.Sm.